# アランソン
アランソン (Alençon) は、フランスの西部、ノルマンディー地域圏の都市で、オルヌ県の県庁所在地である。

## 概要
オルヌ川とバス・ノルマンディ地方に隔てられているとはいえ、アランソンはペイ・ド・ラ・ロワール地域圏に属するル・マンと密接な関係を持つ。

## 歴史
すでに古代にはアランソンには町があったと思われる。フランク王国のメロヴィング朝時代には百人組が置かれ、この地方における軍事と行政の拠点であった。7世紀初頭からカロリング朝を通じて900年頃まで、centena Alancioninsis が置かれた。フランク王国の地方官であったアランソン伯は、やがてこの地帯の世襲君主となり、のちに公爵となった。
11世紀にはアランソンに城が築かれた。市壁 (burgus) への最古の言及は1000年に登場する。17世紀にはアランソンは「ポワン・ダランソン」と呼ばれるレース編みの特産地として知られた。
アランソン城はのちに改修を重ね、現在は市庁舎および裁判所として利用されている。

## 社会住宅
4棟の高層ビルからなるシャン・ペリエ社会住宅団地は1962年に開所しましたが、現在、大きな社会的課題に直面しています。

## 天気と文化
- アランソン市はフランス北西部のアルモリカン気候区に属し、四季ともに多雨である。[1]
- アランソンは、オノレ・ド・バルザックの小説『老嬢』『骨董室』の舞台になっている。バルザックはまだ二十代半ばの1825年4月にはじめてアランソンを訪れた。また、バルザックの小説『ふくろう党』では、アランソンの市全体でブルボン王朝支持派で、反ナポレオンであったことが描かれている。
- また、アランソンはシャルル・ボードレールの『悪の華』（初版1857年）の名高い出版者、プーレ＝マラシ (Auguste Poulet-Malassis) の生まれた町でもあった（1825年生まれ）。1857年5月17日、ボードレールの詩「高翔」他八篇が、詩集の発行日にわずかに先立って「アランソン新報」≪Journal d'Alençon≫に発表されているが、この新聞は、プーレ＝マラシが故郷のアランソンで自ら印刷発行しているものであった。

## 姉妹都市
- ベイジングストーク、イギリス
- クティアラ、マリ共和国
- ブレーヌ＝ラルー、ベルギー
- クヴァーケンブリュック、ドイツ

## ギャラリー

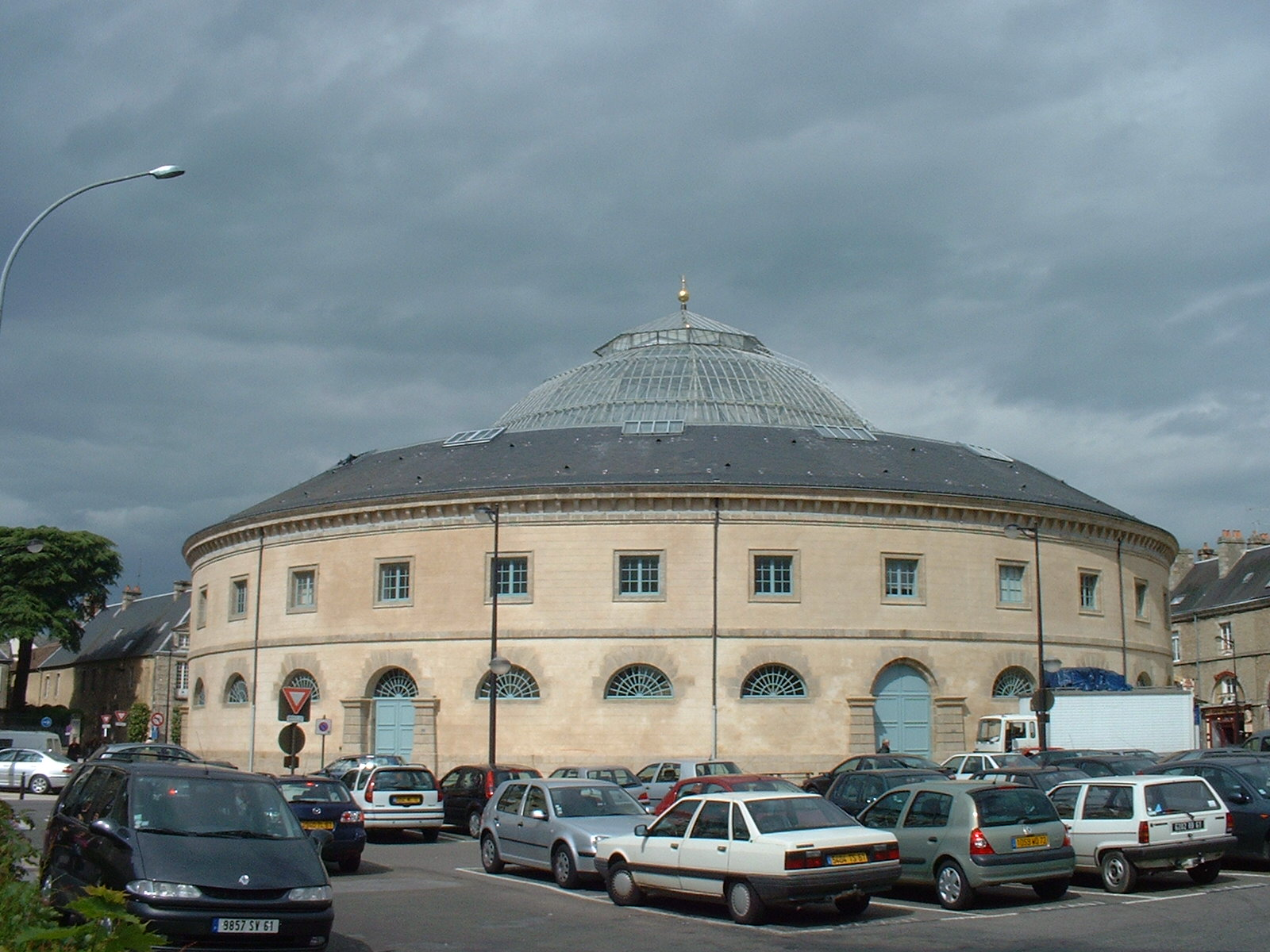
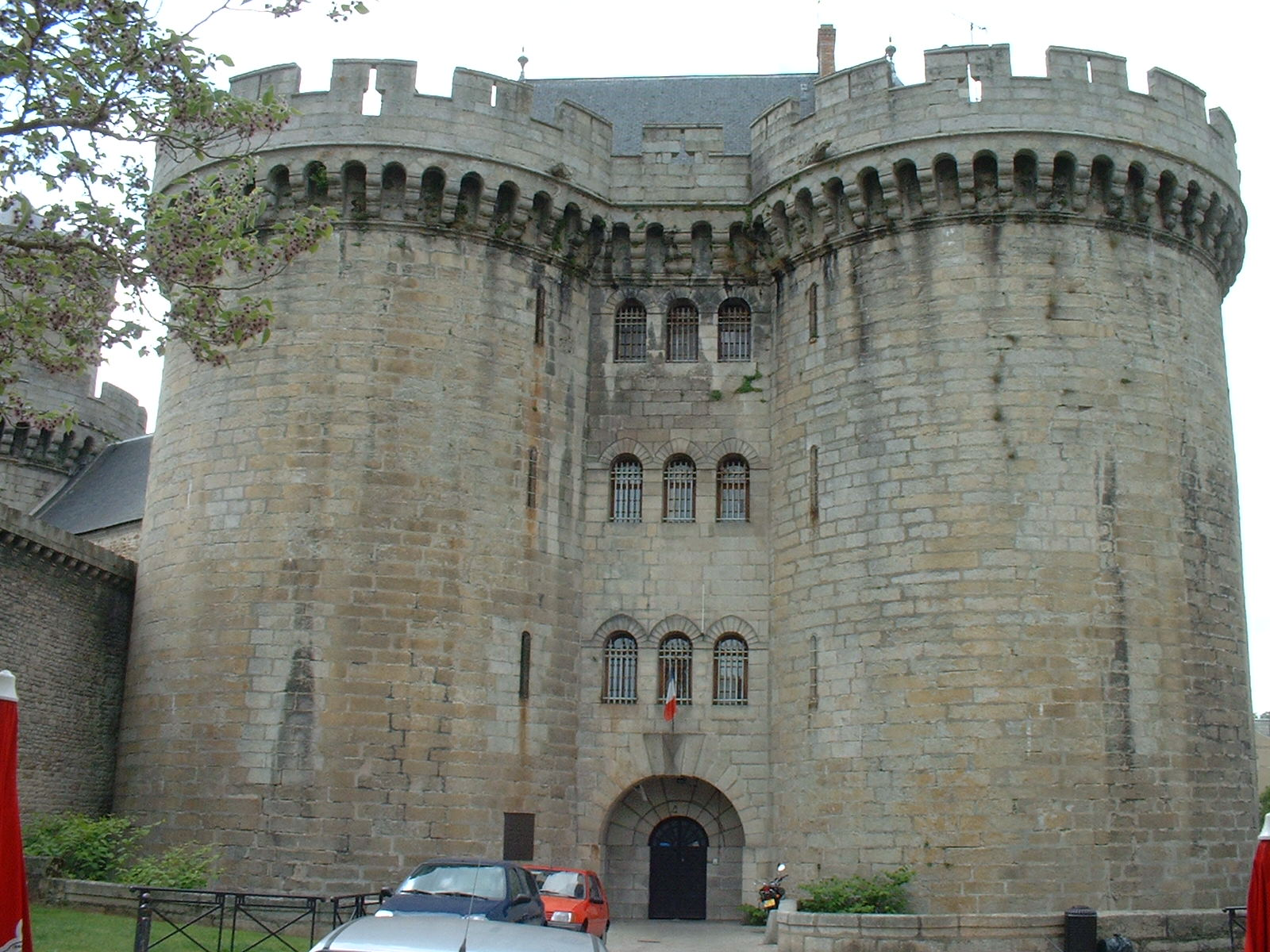
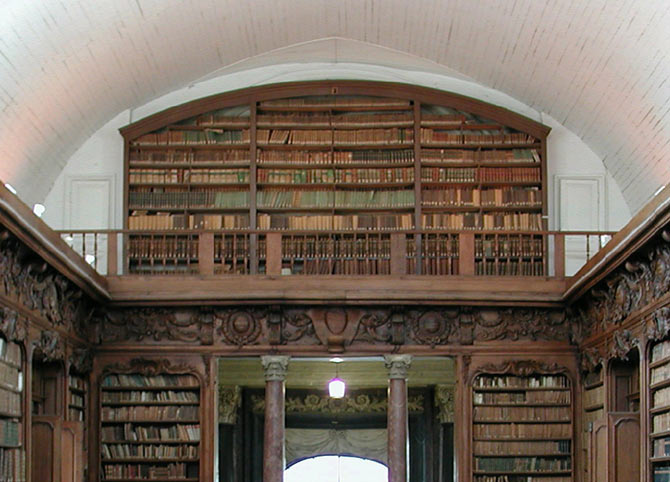
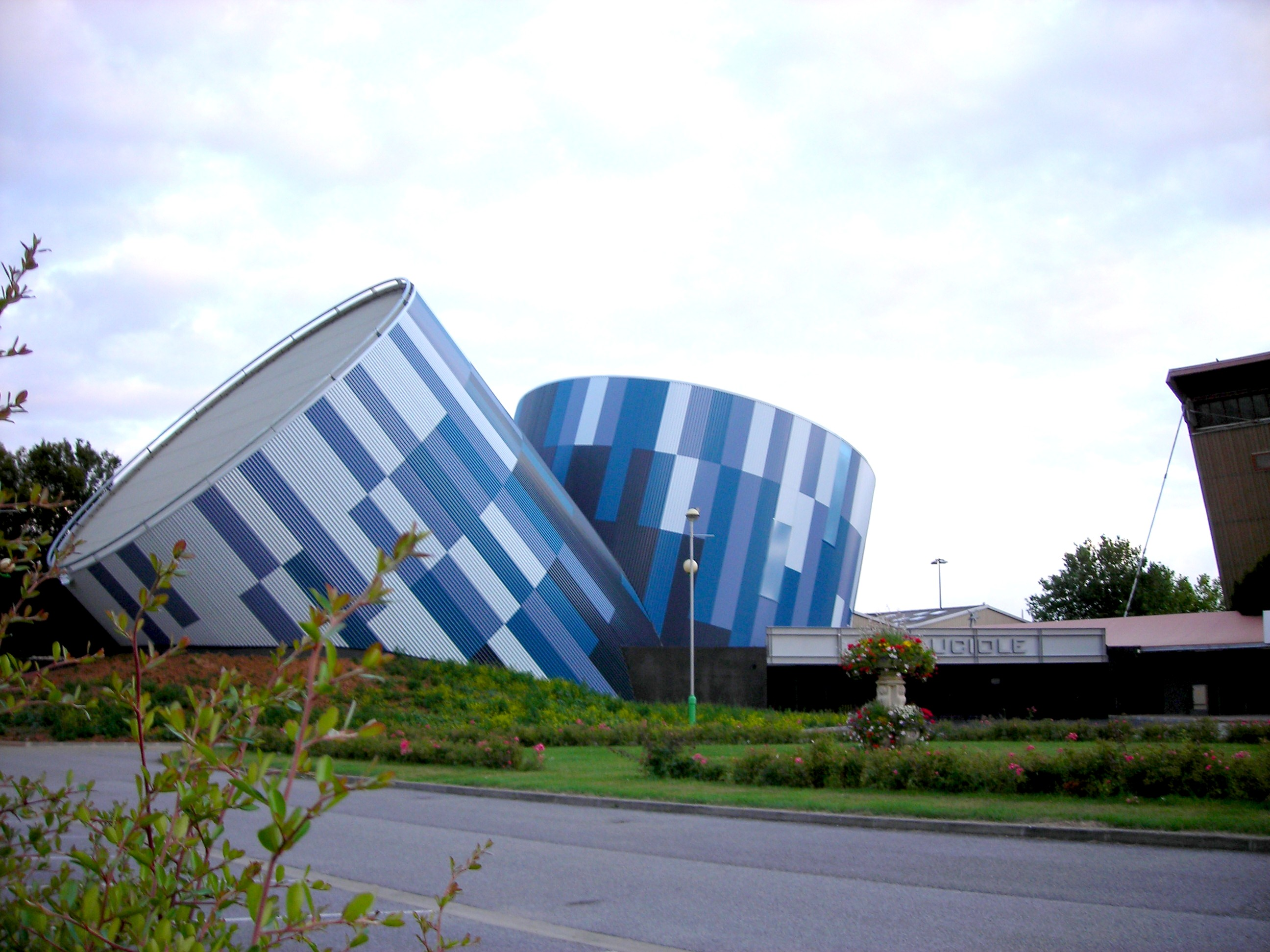
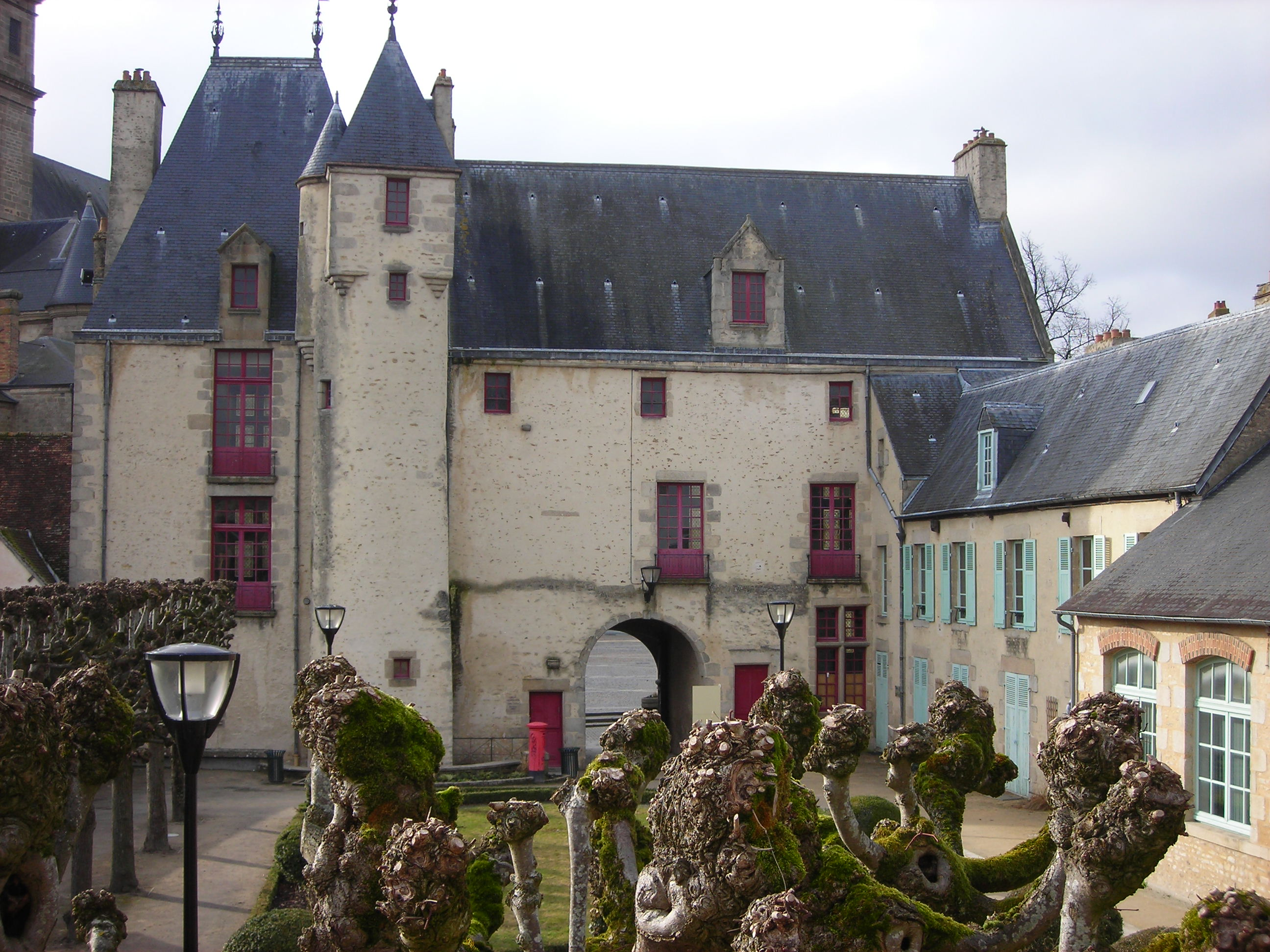

## 著名出身者
- リジューのテレーズ：カトリックの聖人
- アンヌ・コンシニ：女優
- ブノワ・トレルイエ：レーシングドライバー